# Rumänischer Meister (Eishockey)
Der Rumänische Meister im Eishockey wird seit 1924 ausgespielt. Bisheriger Rekordsieger ist Steaua Bukarest mit 40 Titeln.

## Bisherige Titelträger
| - 2023/24: CSM Corona Brașov - 2022/23: CSM Corona Brașov - 2021/22: HSC Csíkszereda - 2020/21: CSM Corona Brașov - 2019/20: Saison abgebrochen - 2018/19: ASC Corona 2010 Brașov - 2017/18: HSC Csíkszereda - 2016/17: ASC Corona 2010 Brașov - 2015/16: CSM Dunărea Galați - 2014/15: CSM Dunărea Galați - 2013/14: ASC Corona 2010 Brașov - 2012/13: HSC Csíkszereda - 2011/12: HSC Csíkszereda - 2010/11: HSC Csíkszereda - 2009/10: SC Miercurea Ciuc - 2008/09: SC Miercurea Ciuc - 2007/08: SC Miercurea Ciuc - 2006/07: SC Miercurea Ciuc - 2005/06: Steaua Bukarest - 2004/05: Steaua Bukarest - 2003/04: SC Miercurea Ciuc - 2002/03: Steaua Bukarest - 2001/02: Steaua Bukarest - 2000/01: Steaua Bukarest - 1999/00: SC Miercurea Ciuc - 1998/99: Steaua Bukarest - 1997/98: Steaua Bukarest - 1996/97: SC Miercurea Ciuc - 1995/96: Steaua Bukarest - 1994/95: Steaua Bukarest - 1993/94: Steaua Bukarest - 1992/93: Steaua Bukarest - 1991/92: Steaua Bukarest - 1990/91: Steaua Bukarest - 1989/90: Steaua Bukarest - 1988/89: Steaua Bukarest - 1987/88: Steaua Bukarest - 1986/87: Steaua Bukarest - 1985/86: Steaua Bukarest | - 1984/85: Steaua Bukarest - 1983/84: Steaua Bukarest - 1982/83: Steaua Bukarest - 1981/82: Steaua Bukarest - 1980/81: Dinamo Bukarest - 1979/80: Steaua Bukarest - 1978/79: Dinamo Bukarest - 1977/78: Steaua Bukarest - 1976/77: Steaua Bukarest - 1975/76: Dinamo Bukarest - 1974/75: Steaua Bukarest - 1973/74: Steaua Bukarest - 1972/73: Dinamo Bukarest - 1971/72: Dinamo Bukarest - 1970/71: Dinamo Bukarest - 1969/70: Steaua Bukarest - 1968/69: Steaua Bukarest - 1967/68: Dinamo Bukarest - 1966/67: Steaua Bukarest - 1965/66: Steaua Bukarest - 1964/65: Steaua Bukarest - 1963/64: Steaua Bukarest - 1962/63: Voința Miercurea Ciuc - 1961/62: CCA Bukarest - 1960/61: CCA Bukarest - 1959/60: Voința Miercurea Ciuc - 1958/59: CCA Bukarest - 1957/58: CCA Bukarest - 1956/57: Recolta Miercurea Ciuc - 1955/56: CCA Bukarest - 1954/55: CCA Bukarest - 1953/54: Știința Cluj | - 1952/53: CCA Bukarest - 1951/52: Avîntul IPEIL Miercurea Ciuc - 1950/51: Locomotiva RATA Târgu Mureș - 1949/50: Locomotiva RATA Târgu Mureș - 1948/49: Avîntul IPEIL Miercurea Ciuc - 1947/48: Keine Meisterschaft - 1946/47: Keine Meisterschaft - 1945/46: HC Juventus Bukarest - 1944/45: HC Juventus Bukarest - 1942–1944: Keine Meisterschaft aufgrund des Zweiten Weltkriegs - 1940/41: HC Juventus Bukarest - 1939/40: Rapid Bukarest - 1939: Keine Meisterschaft - 1937/38: Dragoș Vodă Cernăuți - 1936/37: Tenis Club Bukarest - 1935/36: HC Bragadiru Bukarest - 1934/35: Tenis Club Bukarest - 1933/34: Tenis Club Bukarest - 1932/33: Tenis Club Bukarest - 1931/32: Tenis Club Bukarest - 1930/31: Tenis Club Bukarest - 1929/30: Tenis Club Bukarest - 1928/29: HC Bukarest - 1927/28: HC Bukarest - 1926/27: HC Bukarest - 1925–26: Keine Meisterschaft - 1923/24: Brașovia Brașov |

## Meisterschaften nach Teams
| Titel | Mannschaft | Jahr |
| ----- | --- | --- |
| 40    | Steaua Bukarest 1951–1964 CCA Bukarest | 1953, 1955, 1956, 1958, 1959, 1961, 1962, 1964, 1965, 1966, 1967, 1969, 1970, 1974, 1975, 1977, 1978, 1980, 1982, 1983, 1984, 1985, 1986, 1987, 1988, 1989, 1990, 1991, 1992, 1993, 1994, 1995, 1996, 1998, 1999, 2001, 2002, 2003, 2005, 2006 |
| 16    | HSC Csíkszereda 1960–1973 Voința Miercurea Ciuc 1957–1960 Recolta Miercurea Ciuc 1945–1957 Avîntul IPEIL Miercurea Ciuc 1929–1945, 1973–2010 SC Miercurea Ciuc | 1949, 1952, 1957, 1960, 1963, 1997, 2000, 2004, 2007, 2008, 2009, 2010, 2011, 2012, 2013, 2018 |
| 7     | Dinamo Bukarest | 1968, 1971, 1972, 1973, 1976, 1979, 1981 |
| 7     | Tenis Club Bukarest | 1930, 1931, 1932, 1933, 1934, 1935, 1937 |
| 5     | CSM Corona Brașov | 2014, 2017, 2019, 2021, 2023 |
| 3     | HC Bukarest | 1927, 1928, 1929 |
| 3     | HC Juventus Bukarest | 1941, 1945, 1946 |
| 2     | Locomotiva RATA Târgu Mureș | 1950, 1951 |
| 2     | CSM Dunărea Galați | 2015, 2016 |
| 1     | Brașovia Brașov | 1924 |
| 1     | Dragoș Vodă Cernăuți | 1938 |
| 1     | HC Bragadiru Bukarest | 1936 |
| 1     | Rapid Bukarest | 1940 |
| 1     | Știința Cluj | 1954 |